# Stasi

Emblema Stasi

Stasi, pronunțat /ˈʃta.ziː/, v. AFI, este o prescurtare în limba germană curentă de la Das Ministerium für Staatssicherheit (Ministerul pentru Securitatea Statului), care a fost serviciul secret și poliția politică a fostei Republicii Democrate Germane. Abrevierea oficială a denumirii acestui minister a fost MfS.

## Detalii
Stasi era pe de-o parte serviciul secret al RDG (securitatea), activând atât în interiorul statului cât și în străinătate, iar pe de altă parte era autoritatea statului de cercetare și analiză a așa-numitelor contravenții politice. Avea sarcina principală de a supraveghea permanent și a oprima oponenții politici, cu scopul menținerii la putere a partidului Partidului Unificat Socialist al Germaniei (Sozialistische Einheitspartei Deutschlands, SED). Stasi folosea pentru aceasta și metode de intimidare, teroare și chiar torturare a celor ce luau poziție critică față de guvern și partidul conducător (ființau și rămășițe ale unor foste partide burgheze, conservator, liberal și național-democrat, toate însă fiind obediente orânduirii de stat).
Stasi a fost înființat la 8 februarie 1950 cu scopul oficial de a fi „scutul și spada” partidului SED, promotorul orânduirii așa-zis socialiste în RDG.
În afară de Stasi în RDG au mai funcționat:
- serviciul de informații (spionaj) al Armatei Populare Naționale – Nationale Volksarmee (NVA)
- administrația spionajului militar - Verwaltung Aufklärung
- trupele de grăniceri - Die Grenztruppen

Toate acestea erau subordonate Direcției principale nr. 1 (Hauptabteilung I) a Stasi și controlată de aceasta.

## DupăReunificarea Germanieidin 1990
În Germania actuală există, încă din 1990, funcția de Comisar de stat pentru cercetarea și valorificarea actelor acumulate și arhivate de fostul Stasi, numit Comisarul federal pentru arhivele Stasi (în germană: Bundesbeauftragter für die Unterlagen des Staatssicherheitsdienstes der ehemaligen Deutschen Demokratischen Republik). El conduce oficiul de stat numit pe scurt Stasi-Unterlagen-Behörde, prescurtat BStU.
Scurt înainte de reunificarea Germaniei din 1990 o bună parte din aceste arhive a fost distrusă în ultima clipă de către angajații RDG, cu intenția ștergerii urmelor. Cu toate acestea partea salvată este încă foarte voluminoasă.
Relativ de curând a ieșit la iveală că în acest oficiu de stat sunt angajați la ora actuală (2011) 47 de foști informanți ai Stasi de pe vremea RDG-ului, care au reușit să-și ascundă fosta ocupație și să se infiltreze în structurile noi, democratice. Un studiu juridic recent  (în germană) arată printre altele că ei nu pot fi concediați cu ușurință, din motive legale.